# کلیسای گئورگ مقدس (بارکاماوان)
کلیسای گئورگ مقدس (ارمنی: Սուրբ Գևորգ եկեղեցի؛ انگلیسی: St. George) یک کلیسا متعلق به کلیسای حواری ارمنی واقع در شهر بارکاماوان، استان تاووش ارمنستان می‌باشد.  این بنا به سبک معماری ارمنی طراحی شده است.